# Ácsán Szuvat Szuvacsó
Ácsán Szuvat Szuvacsó (1919. augusztus 27. – 2002. április 5.) a théraváda buddhizmus thai erdei hagyomány egyik neves thai képviselője, aki az Egyesült Államokban négy buddhista kolostort alapított.

## Élete
Thaiföldön született, húszéves korában lépett a szerzetesrendbe. Pár évvel később Ácsán Funn Acsaró tanítványa lett. Egy ideig Ácsán Mun tanítványa is volt.
Miután Ácsán Funn 1977-ben elhunyt, Ácsán Szuvat a kolostorban maradt, hogy felügyelje tanítója királyi temetését, és felépítsen egy emlékművet, illetve egy múzeumot Ácsán Funn tiszteletére. Az 1980-es években Ácsán Szuvat az Egyesült Államokba utazott, ahol összesen négy kolostort alapított: egyet a Washington állambeli Seattle-ben, kettőt Los Angeles közelében, illetve egyet San Diego megye dombjai között (Metta Erdei Kolostor). 1996-ban visszatért Thaiföldre, ahol hosszú betegség után, 2002. április 5-én húnyt el Buriram városban.

## Külső hivatkozások
- Ajaan Suwat – beszédeinek és könyveinek gyűjteménye accesstoinsight.org
- Fistful of Sand & The Light of Discernment: Teachings of Phra Ajaan Suwat Suvaco  {{{1}}}
- The Intelligent Heart : Five Dhamma Talks  {{{1}}}